# Эглофф, Карл
Карл Эглофф — швейцарско-эквадорский спортсмен, альпинист, велосипедист и горный гид, наиболее известный своими скоростными восхождениями в высокие горы, включая Семь вершин.
Он был хорошо известен в своем родном Эквадоре за рекордную скорость восхождения на вулкан Котопахи в декабре 2012 года, время восхождения — 1 час 37 минут. Он привлек внимание международной спортивной общественности в августе 2014 года, когда побил рекорд спортсмена Килиан Джорнет по скоростному восхождению на Килиманджаро, общее время восхождения и спуска составило 6 часов 42 минуты. В феврале 2015 года Карл побил рекорд скорости восхождения на Аконкагуа, принадлежащий тому же Килиану Джорнету, общее время восхождения и спуска составило 11 часов 52 минуты.
В июне 2019 года он улучшил рекорд скорости покорения Денали Килиана Джорнета на одну минуту, поднимаясь и спускаясь за 11 часов 44 минуты. Примечательной особенностью этого подъема является то, что, в то время как Джорнет использовал лыжи для своего спуска, поэтому спускался намного быстрее, Эглофф восхождение и спуск совершил бегом.

## Ранние годы и образование
Карл родился и вырос в Эквадоре, отец — швейцарец, мать — гражданка Эквадора, с ранних лет лазил в горы, помогая отцу в его горном бизнесе. Когда ему было 17 лет, он переехал в Цюрих, Швейцария, для получения образования в сфере управления бизнесом. В Швейцарии, он прошёл службу в армии Швейцарии и безуспешно пытался построить карьеру профессионального футболиста.
В возрасте 25 лет он вернулся в Эквадор и основал собственный горный бизнес. Увлёкся горным велосипедом, результатом — участие в гонках в составе сборной Эквадора в течение двух лет.

## Восхождения
2012 год — первые скоростные восхождения в горы и начало работы в качестве горного гида.
- 2012. Котопахи, Эквадор, (5897 м). 1 час 37 минут, 12 декабря 2012 г.
- 2014. Килиманджаро, Танзания, (5895 м). 6 часов 42 минуты, 13 августа 2014 года.
- 2015. Аконкагуа, Аргентина (6 962 м). 11 часов 52 минуты, 19 февраля 2015 года.[2]
- 2016. Серро-Эль-Пломо, Чили, (5424 м). 5 часов 55 минут, 6 января 2016 года.
- 2016. Уаскаран, Перу, (6655 м). 11 часов 0 минут, 30 июня 2016 года.
- 2017. Эльбрус, Россия, (5642 м). 4 часа 20 минут, 7 мая 2017 года.[4][5]
- 2019. Денали, США (6 194 м). 11 часов 44 минуты, 20 июня 2019 года.[1]